# Tharaka-Nithi
Tharaka-Nithi – jedno z 47 hrabstw Kenii, położone w centralnej części kraju. Jego stolicą jest Kathwana, a największym miastem Chuka. Według Spisu Powszechnego z 2019 roku liczy 393 177 mieszkańców na obszarze 2564 km². Większość ludności należy do plemienia Meru.
Tharaka-Nithi graniczy z hrabstwami: Meru na północy, Kitui na wschodzie i południowym wschodzie, oraz z Embu na południu.

## Gospodarka
Chociaż hrabstwo leży na półpustynnym obszarze większego regionu Meru, rolnictwo jest tutaj główną działalnością gospodarczą. Produkcja na małą skalę obejmuje różne uprawy, w tym proso, sorgo, bob, kukurydzę, maniok i warzywa. Hrabstwo polega również na dochodach z herbaty, kawy i ogrodnictwa. Istnieje komercyjna hodowla pstrągów sponsorowana przez inicjatywę Tharaka Fisheries. Ryba jest hodowana w rzekach Nithi Thuci i Mutonga.

## Religia
Struktura religijna w 2019 roku wg Spisu Powszechnego:
- protestantyzm – 61,9%
- katolicyzm – 27,7%
- niezależne kościoły afrykańskie – 4,8%
- pozostali chrześcijanie – 3%
- brak religii – 1,1%
- islam – 0,2%
- pozostali – 1,3%.

## Podział administracyjny
Hrabstwo Tharaka-Nithi składa się z trzech okręgów:
- Maara,
- Chuka/Igambang’ombe i
- Tharaka.